# 阿瑟·加德纳·巴特勒

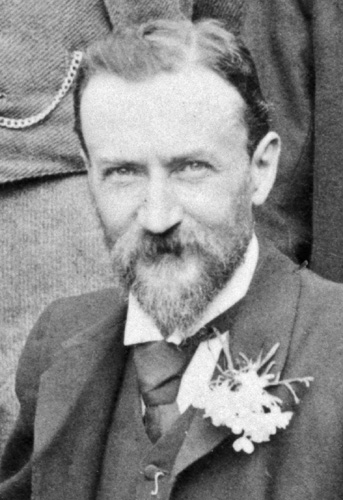
阿瑟·加德纳·巴特勒

阿瑟·加德纳·巴特勒（Arthur Gardiner Butler，1844年6月27日—1925年5月28日）是一位英国动物学家，出生于肯特郡贝肯纳姆（Beckenham），曾在大英博物馆从事鸟类、昆虫和蜘蛛的分类工作。